# 魯特 (紐約州)
魯特（英語：Root）是一個位於美國紐約州蒙哥馬利縣的鎮。

## 人口
根據2020年美國人口普查的數據，魯特的面積為132.29平方千米，當中陸地面積為131.19平方千米，而水域面積為1.10平方千米。當地共有人口2013人，而人口密度為每平方千米15人。